# WASP-19
WASP-19 — звезда в созвездии Парусов на расстоянии около 815 световых лет от Солнца. Вокруг звезды обращается, как минимум, одна планета.

## Характеристики
WASP-19 относится к классу жёлтых карликов G8. Это довольно старая звезда возрастом приблизительно 5,5 миллиарда лет. По размерам и массе она почти не отличается от Солнца. Температура поверхности звезды составляет приблизительно 5500 кельвинов.

## Планетная система
В 2009 году команда астрономов, работающих с телескопом SuperWASP, анонсировала открытие экзопланеты WASP-19 b, которая является самой короткопериодической известной планетой на данный момент. Год на ней длится всего лишь 0,78 суток или 18 часов. По размерам и массе она напоминает Юпитер. Такое маленькое расстояние от родительской звезды (0,01 а. е.) способствует нагреванию внешних слоёв атмосферы планеты и даже испарению их во внешнее пространство. Вычисления показали, что температура внешних слоёв атмосферы должна достигать 2000 Кельвинов.